# Wawrzka
Wawrzka [pronunciación en polaco: /ˈvafʂka/] (en ucraniano: Вафка, Vafka) es un pueblo ubicado en el distrito administrativo de Gmina Grybów, dentro del Condado de Nowy Sącz, Voivodato de Pequeña Polonia, en Polonia del sur. Se encuentra aproximadamente a 6 kilómetros al sureste de Grybów, a 22 kilómetros al este de Nowy Sącz, y a 92 kilómetros al sureste de la capital regional Kraków.